# Hôtel María Cristina
L'Hôtel María Cristina est un hôtel situé dans la ville basque de Saint-Sébastien (Espagne). Il doit son nom à la reine Marie-Christine. Inauguré en 1912, il a représenté la belle époque donostiarra et c'est le logement principal des étoiles qui vont au Festival International du Cinéma de Saint-Sébastien. Ici ont été hébergés des personnages très divers et variés comme Bette Davis, Léon Trotsky,Van Camp Jeroen, Mata Hari, Maurice Ravel, Audrey Hepburn, Alfred Hitchcock, Steven Spielberg ou Mick Jagger.

## Histoire
Au début du XXe siècle Saint-Sébastien (Donostia) commençait à se transformer en une des plus importantes destinations touristiques de la bourgeoisie espagnole et européenne. Le développement architectural de la ville à partir de l'Ensanche racionalista de Cortázar, terminé en 1913, a formé une ville clairement francisée que l'on prétendait doter des équipements les plus avancés. Dans ce but, un groupe de donostiarrak (gentilé de Saint-Sébastien) visionnaires a créé en 1902 la Sociedad de Fomento de Saint-Sébastien, organisme privé dont le principal objectif était de doter la ville d'un grand  hôtel de luxe et d'un  théâtre.
On a planché sur diverses options pour l'emplacement les deux bâtiments, qui, dans tous les cas seraient construits ensemble. Une des options considérées a été de les construire face à la  baie de la Concha. Finalement, on a opté pour la construction dans les jardins de la Zurriola, vaste parc urbain au bord de l'embouchure de la rivière Urumea où se trouvait une sculpture de l'amiral Oquendo qui aujourd'hui encore conserve son emplacement original. La mairie de Saint-Sébastien a cédé cet espace avec la condition que tout comme l'hôtel et le théâtre deviendraient propriété municipale au bout de 70 ans.
Les travaux ont commencé en 1909, simultanément, ceux du théâtre et de l'hôtel. Le théâtre a été conçu par l'architecte Francisco de Urcola, se basant sur d'autres théâtres européens de construction récente. L'hôtel, pour sa part, a été conçu par Charles Mewes, auteur de plusieurs hôtels Ritz en Europe, comme, par exemple, ceux de Madrid et Paris.
En 1912, la reine  Marie-Christine inaugure le Théâtre Victoria Eugenia et l'hôtel María Cristina. Ces deux bâtiments forment, à partir d'alors, un des ensembles les plus prestigieux de la ville. Son époque de splendeur a coïncidé avec  la belle époque donostiarra, c'est-à-dire, la période de la Première Guerre mondiale, jusqu'au début des années 1930 pendant laquelle Saint-Sébastien accueillit l'aristocratie et la bourgeoisies espagnoles. Après la  guerre civile et l'après-guerre, l'hôtel récupéra un peu de sa splendeur perdue avec la création du  Festival international du cinéma de Saint-Sébastien, dont les stars logent pendant quelques semaines depuis lors et chaque année dans cet hôtel. De fait, la proximité de l'hôtel avec le théâtre Victoria Eugenia permettait le passage des stars de l'un à l'autre par un tapis rouge qui se transformait en un des éléments distinctifs du Festival au niveau international.
Durant les années cinquante une nouvelle aile est ajoutée au bâtiment, qui prend une forme de U au lieu du L original. En 1982, l'Hôtel María Cristina passe à la gestion de la mairie. Pendant les années 1987 et 1988, il ferme ses portes pour être restauré et acquérir la catégorie de 5 étoiles (jusque-là de 4). Une partie du coût de ces travaux de rénovation a été supportée grâce à la vente d'une des parties de l'aile ajoutée au L original durant les années cinquante pour le destiner à la construction d'appartements. Depuis lors, le bâtiment est propriété municipale et l'exploitation est accordée à une chaîne internationale d'hôtels. En 2003, l'hôtel vit ses moments les plus critiques puisque les employés se plaignent de la haute temporalité d'emploi qui existe entre les travailleurs[Quoi ?]. La situation aboutit à une grève de huit jours pendant la Semana Grande de Saint-Sébastien, suivie par 90 % des employés. On casse plus tard les négociations et une grève se produit alors pendant soixante-huit jours, affectant la 51e édition du Festival de Saint-Sébastien. Le conflit est finalement résolu. Le représentant de sa gestion est actuellement le groupe d'hôtels de luxe  The Luxury Collection de la chaîne  Starwood Hotels qui succède aux Leading Hotels of the World y Westin.